# X Telescopii
X Telescopii är en pulserande variabel av Mira Ceti-typ (M) i stjärnbilden Kikaren.
Stjärnan har en visuell magnitud som varierar mellan +10,4 och lägre än 14,0 med en period av 309 dygn.